# Baie Tiksi
La baie Tiksi (en russe : Бухта Тикси, Bukhta Tiksi), est une baie de la mer des Laptev située dans la partie nord de la République de Sakha. 

## Géographie
La baie s'étend sur une longueur d'environ 21 km pour une largeur de 17 km. Sa profondeur oscille entre 2 et 11 mètres. 
Les rivières Sogo et Yuryage s'y déversent et le port de Tiksi se situe sur la côte ouest.
Les marées sont d'environ 0,3 mètre. En hiver, la baie est obstruée par les glaces. 

## Histoire
La baie est répertoriée pour la première fois par l'explorateur Dmitri Laptev en 1739. Elle est alors nommée Baie de Gorely etne prend son nom actuel qu'en 1878. 
Une croix dans la baie marque l'emplacement du lieu de décès du capitaine baleinier américain Thomas Long.
Le Zaria y sombre sous le vent de l'île Brusneva (en) en 1902